# Vitfågelskäret, Vörå
Vitfågelskäret är en ö i Finland. Den ligger i Norra kvarken och i kommunen Vörå i den ekonomiska regionen  Vasa i landskapet Österbotten, i den västra delen av landet. Ön ligger omkring 36 kilometer norr om Vasa och omkring 400 kilometer norr om Helsingfors.
Öns area är 37,1 hektar och dess största längd är 1,1 kilometer i sydväst-nordöstlig riktning. Ön höjer sig omkring 10 meter över havsytan.